# Салих аль-Амри
Салих аль-Амри (араб. صالح العمري‎, 14 октября 1993, Эль-Хубар) — саудовский футболист, нападающий клуба «Аль-Иттихад» и сборной Саудовской Аравии.

## Клубная карьера
Салих аль-Амри начинал свою карьеру футболиста в клубе «Аль-Кадисия» из своего родного Эль-Хубара. 19 января 2012 года он дебютировал в саудовской Про-лиге, выйдя на замену в конце гостевого поединка против «Аль-Таавуна». По итогам того чемпионата «Аль-Кадисия» вылетела в Первый дивизион, и следующие два года Салих аль-Амри провёл вместе с командой во второй по значимости лиге Саудовской Аравии.
Летом 2014 года он подписал контракт с клубом Про-лиги «Аль-Ахли» из Джидды. В первом же туре чемпионата 2014/15 Салих аль-Амри забил свой первый гол в Про-лиге, открыв счёт в домашней игре с «Хаджером». Летом 2017 года он на правах аренды перешёл в «Аль-Иттифак», вернувшийся тогда в Про-лигу.

## Достижения
«Аль-Ахли»
- Чемпион Саудовской Аравии (1): 2015/16
- Обладатель Кубка наследного принца Саудовской Аравии (1): 2014/15
- Обладатель Саудовского кубка чемпионов (1): 2016